# ريشارد كابوشينسكي
رِيشَارْد كَابُوشِينْسْكِي (بالبولندية: Ryszard Kapuściński، تُلفظ رِيشَارْدْ كَاپُوشْتْشِينْسْكِي) كاتب وشاعر وصحفي ومؤرخ ومصوّر بولندي، ولد في 4 مارس 1932 ببينسك (في بولندا وقتئذٍ، وحالياً في بيلاروسيا) وتوفي في 23 يناير 2007 بوارسو (بولندا).

## روابط خارجية
- ريشارد كابوشينسكي على موقع IMDb (الإنجليزية)
- ريشارد كابوشينسكي على موقع مونزينجر (الألمانية)
- ريشارد كابوشينسكي على موقع ميوزك برينز (الإنجليزية)